# Kishalmágy
Kishalmágy (Hălmăgel) település Romániában, a Partiumban, Arad megyében.

## Fekvése
Nagyhalmágytól északkeletre, Szerb és Hosszúsor közt fekvő település.

## Története
Kishalmágy nevét 1439-ben említette először oklevél Kyshalmagh néven.
1760-1762 között Kis Halmágy, 1808-ban Halmágy (Kis-), Halmagyul-mik, 1888-ban Kis-Halmágy néven írták.
1910-ben 1404 lakosából 17 magyar, 1386 román volt. Ebből 1386 görögkeleti ortodox volt.
A trianoni békeszerződés előtt Arad vármegye Nagyhalmágyi járásához tartozott.